# 徐行镇
徐行镇，是中华人民共和国上海市嘉定區下辖的一个镇，2001年10月由徐行镇和曹王镇合并而成。2003年又合并了原娄塘镇区域，但对应辖区由嘉定工业区管委会托管部分社会管理职能。面积39.91平方公里。户籍人口3.08万人（2008年）。

## 行政区划
徐行镇下辖以下居委会及村委会：
徐行社区、曹王社区、娄塘社区、汇珠社区、小庙村、钱桥村、徐行村、石皮村、伏虎村、红星村、和桥村、曹王村、安新村、劳动村、娄塘村、泾河村、赵厅村、娄东村、草庵村、陆渡村、灯塔村、雨化村、旺泾村、朱家桥村、黎明村、白墙村、竹桥村和三里村。